# Unhais da Serra
Unhais da Serra is een plaats (freguesia) in de Portugese gemeente Covilhã en telt 1385 inwoners (2001).

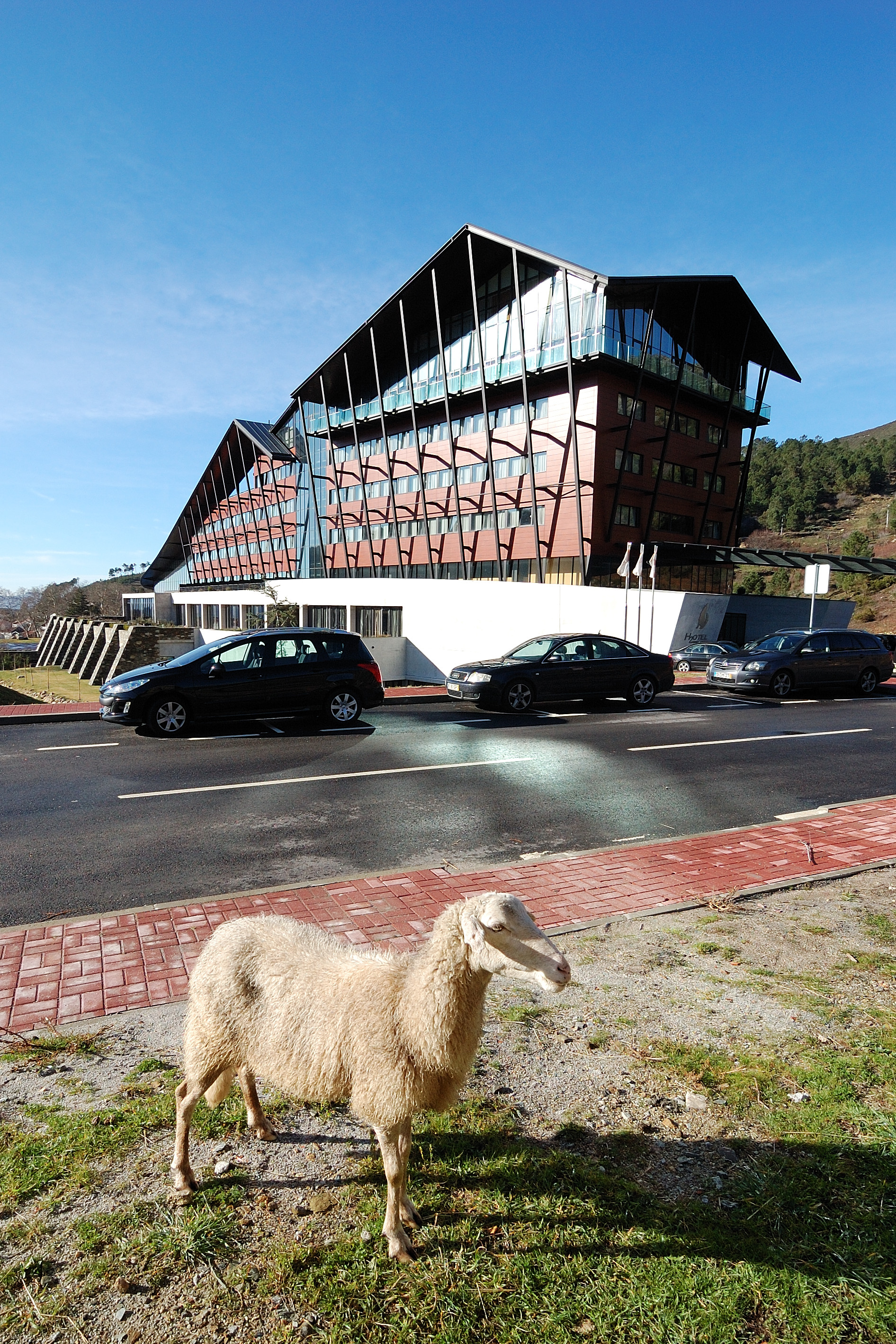